# Kružnice připsaná

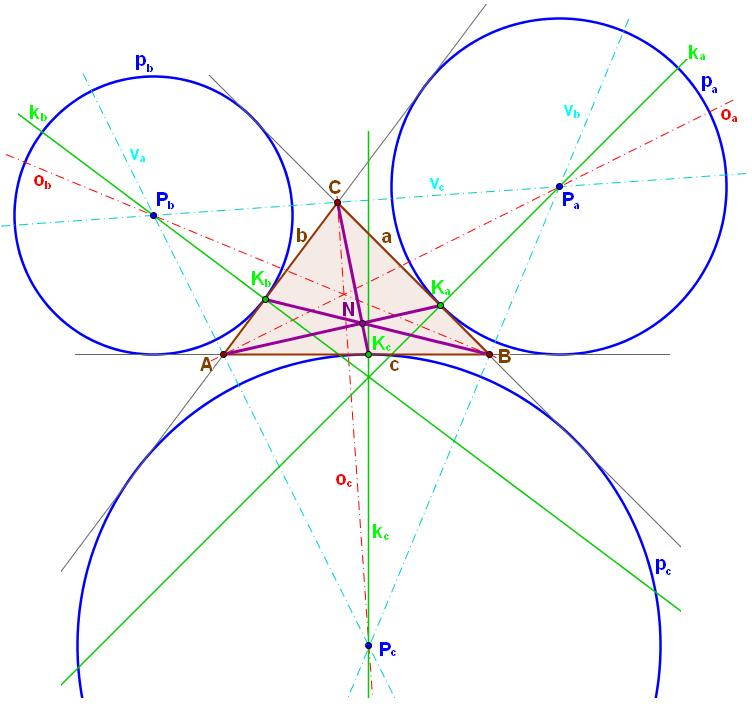
Kružnice připsané a Nagelův bod

Kružnice připsaná trojúhelníku se dotýká jedné jeho strany a přímek, na nichž leží dvě zbývající strany trojúhelníku. Každý trojúhelník má tři kružnice připsané.

## Vlastnosti
- Střed kružnice připsané leží na ose vnitřního úhlu, ležícího proti straně, které se kružnice připsaná dotýká.
- Střed kružnice připsané leží na průsečíku os dvou vedlejších úhlů, ležících při straně, které se kružnice připsaná dotýká.
- Poloměr kružnice připsané je kolmá vzdálenost středu od jedné strany trojúhelníka.
- Všechny tři kružnice připsané mají vnější dotyk s kružnicí devíti bodů.
- Spojnice dotykových bodů kružnic připsaných a protějších vrcholů trojúhelníka se protínají v jednom bodě, který se nazývá Nagelův bod. Nagelův bod vždy leží uvnitř trojúhelníka.

## Popis obrázku
Kružnice připsané a Nagelův bod:
- ΔABC
- a, b, c – strany
- oa, ob, oc – osy úhlů
- va, vb, vc – osy vedlejších úhlů
- Pa, Pb, Pc – průsečíky os úhlů a vedlejších úhlů, středy kružnic připsaných
- pa, pb, pc – kružnice připsané
- ka, kb, kc – kolmice ze středů kružnic připsaných na strany
- Ka, Kb, Kc – dotykové body
- AKa, BKb, CKc – spojnice dotykových bodů s protějšími vrcholy
- N – průsečík spojnic, Nagelův bod